# Madame Sorgue
Antoinette Cauvin, connue sous le pseudonyme de Madame Sorgue et de Madame Trouble, née Antoinette Durand le 17 avril 1864 à Paris et morte le 18 février 1924 à Londres, est une anarcho-syndicaliste française.

## Biographie

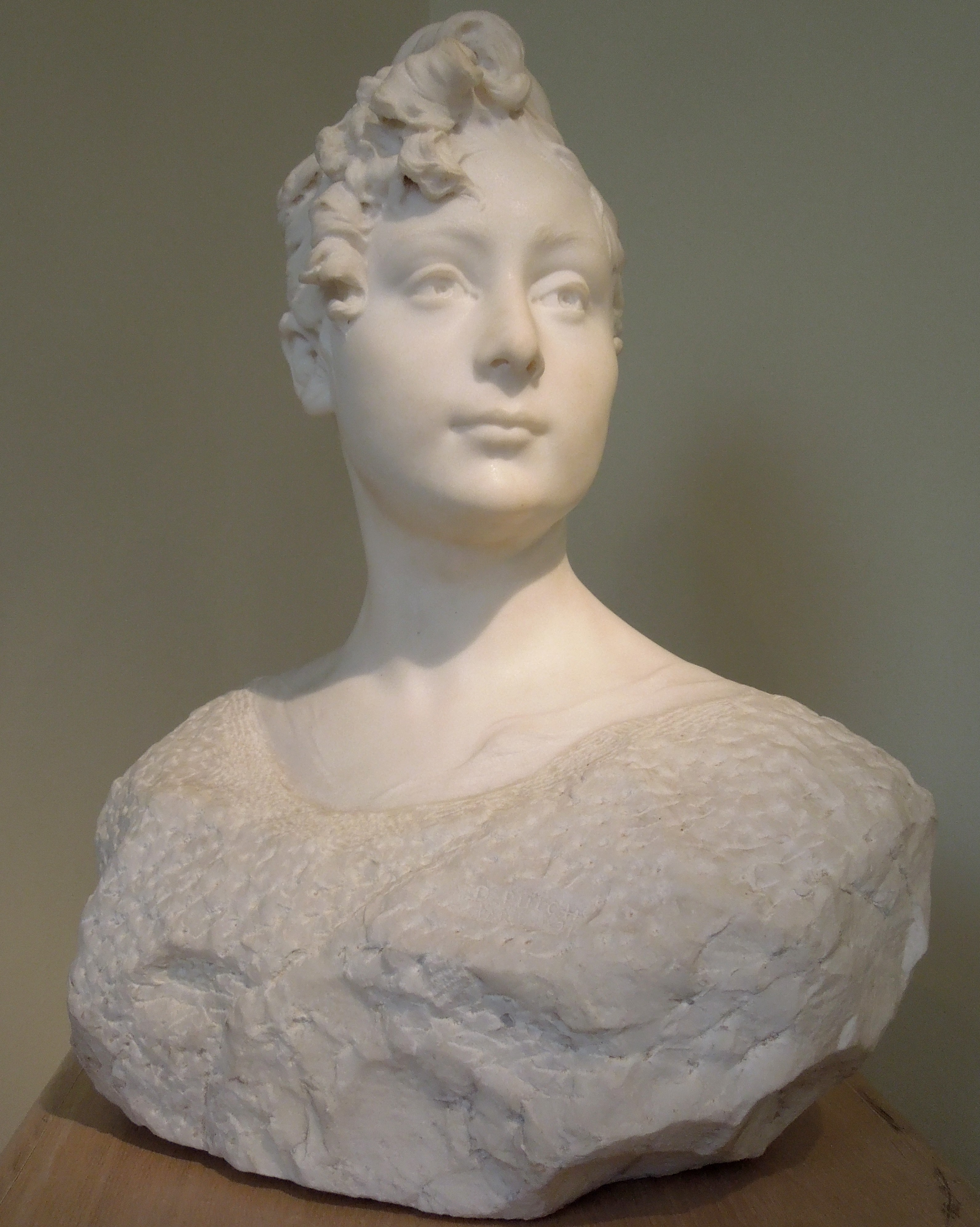
Denys Puech, Madame Cauvin ou Citoyenne Sorgue (1897), marbre, Rodez, musée des Beaux-Arts Denys-Puech.

### Famille et identité
Antoinette Durand est née le 17 avril 1864 au 6, rue Balzac à Paris, chez ses parents Joseph Pierre Durand, rentier, et Elisabeth Chripkoff, son épouse, mariés à Londres. Son père, médecin et philosophe fouriériste, se fait appeler Durand de Gros, d'après le domaine de Gros, situé à Arsac dans l’Aveyron, où il s'établit.
En 1885, Antoinette Durand épouse à Nice Jean Baptiste Auguste Cauvin, publiciste, qui signera plus tard sous le nom de plume Cauvin d'Arsac ou d'Arsac. Elle adopte quant à elle le pseudonyme de Sorgue : il viendrait de l'allemand « Sorge » signifiant « soucis, problème », étant celle qui les apporte, ceci expliquant sa version anglicisée : Madame Trouble. Une autre interprétation quant à l'origine de son pseudonyme viendrait de la Sorgues, une rivière aveyronnaise à qui elle aurait emprunté son nom.

### Parcours
Après avoir eu un rôle prédominant dans la création de plusieurs groupes socialistes en Aveyron, et avoir rejoint le Parti socialiste révolutionnaire, à tendance blanquiste, elle représente trois de ces groupes en 1889 et 1890 au Congrès international socialiste à Paris. Elle est toujours leur représentante en 1905, au Congrès du Globe, à Paris, qui verra l'apparition de la SFIO.
En 1905, elle participe à la grève des travailleurs et des travailleuses du textile à Limoges, dont la principale revendication allait à l'encontre du droit de cuissage en vigueur pour les travailleuses. En 1907, c'est à Roquefort, au côté des travailleuses des fabriques de fromages de la ville qu'elle est présente. Celles-ci protestant moins pour de meilleures conditions de travail que contre les abus sexuels qu'elles subissaient.
Ayant participé à un grand nombre de grèves en Europe, elle voyage beaucoup en France, au Portugal, en Italie, au Pays de Galles, en Angleterre et en Écosse, notamment durant la grève des dockers à Leith en 1913 .
Elle fut réputée être « la femme la plus dangereuse d'Europe », en raison de son rôle dans la diffusion des idées et des méthodes syndicalistes françaises en Grande-Bretagne. Féministe, Madame Sorgue est en opposition avec les anti-parlementaires et les anarchistes sur la question du droit de vote des femmes, et est fortement critique du modèle familial dominant et du mariage. Oratrice et journaliste, elle écrivit pour le Journal des débats.
En 1914, pendant la Première Guerre mondiale, elle fut l'une des rares anarchistes à être en faveur de la guerre.
Elle meurt d'une crise cardiaque le 18 février 1924 à Londres, à l'hôtel Bonnington situé sur Southampton Row (en),,,.
Denys Puech, séduit par sa grande beauté, avait sculpté son buste en 1897,.